# Eòlice
Eòlice (en grec antic Οἰολύκη), també anomenada Deilice (Δειλύκη), era una nimfa de la mitologia grega. Era filla de l'hecatonquir Briareu i de Cimopolea, una filla de Posidó i Amfitrite.
Segons uns escolis a Apol·loni de Rodes, Eòlice era la propietària del cinyell de la reina de les amazones, cosa que també afirma Íbic segons Estesícor, cinyell que Hèracles va haver de buscar en el seu novè treball. La possessió d'aquest cinturó d'or normalment s'atribueix a Hipòlita.